# Espín (Huesca)
Espín es un despoblado español, de la provincia de Huesca, a la comarca del Alto Gállego, y al municipio de Yebra de Basa.

## Geografía
Se encuentra a 1144 metros de altitud sobre el nivel del mar. Aparece sobre un pequeño collado, enclavado en la cabecera del valle de Basa. El estado del pueblo es de abandono parcial.

## Historia
Actualmente está deshabitado pero con y los edificios más antiguos en estado de abandono, alguna borda pajares y graneros rehabilitados y conservados por los antiguos vecinos del pueblo. El pueblo lleva un número considerable y notable de años deshabitado; a finales del siglo XV contaba con 2 fuegos, mientras que, a mediados del siglo XIX, contaba con 4 vecinos y 24 almas.
La iglesia fue restaurada en 2010 y se encuentra en buen estado, tiene dos capillas, el altar rodeado de un arco de medio punto y la capilla de san Cornelio. En el suelo hecho de piedra hay sepulturas de las 4 familias del pueblo , datadas del año 1770. En la puerta de entrada se ha colocado una copia del antiguo crismón, el original está en el museo del Serrablo de Sabiñánigo.
Desde el punto de vista arquitectónico lo poco que quedaba (puertas, como por ejemplo) ha sido desmantelado; sólo quedan algunos balcones, palomares, ventanas enmarcadas en cal, un pozo, entre otras cosas. Las bordas, de reducidas dimensiones que se sitúan al este y norte del pueblo. La herrería se encuentra junto a la iglesia que está situada al pie del valle de río Basa ( Ballibasa )
Los vecinos han arreglado varios graneros y casas.
Conoció tiempos mejores y sus montes cubiertos de pino hacían que prosperasen las cuatro familias (o casas) que allí vivían: Casa de Espierrez, Casa de Lucas, Casa Baja y Casa de Sánchez.

## Fiestas
Las fiestas se celebran el día de San Jorge en el que acuden año tras año y cada vez en mayor número las familias de los antiguos vecinos de este pueblo.